# Elisabeth Lennartz
Elisabeth Lennartz (* 13. November 1902 in Koblenz, Deutsches Reich; † 14. Mai 2001 in Küsnacht, Schweiz) war eine deutsche Schauspielerin.

Curt Bois und Elisabeth Lennartz in einer Aufführung von Julius Berstls Scribbeys Suppen sind die besten im Komödienhaus (Berlin), September 1929.
(Fotoagentur Zander & Labisch, Berlin.)

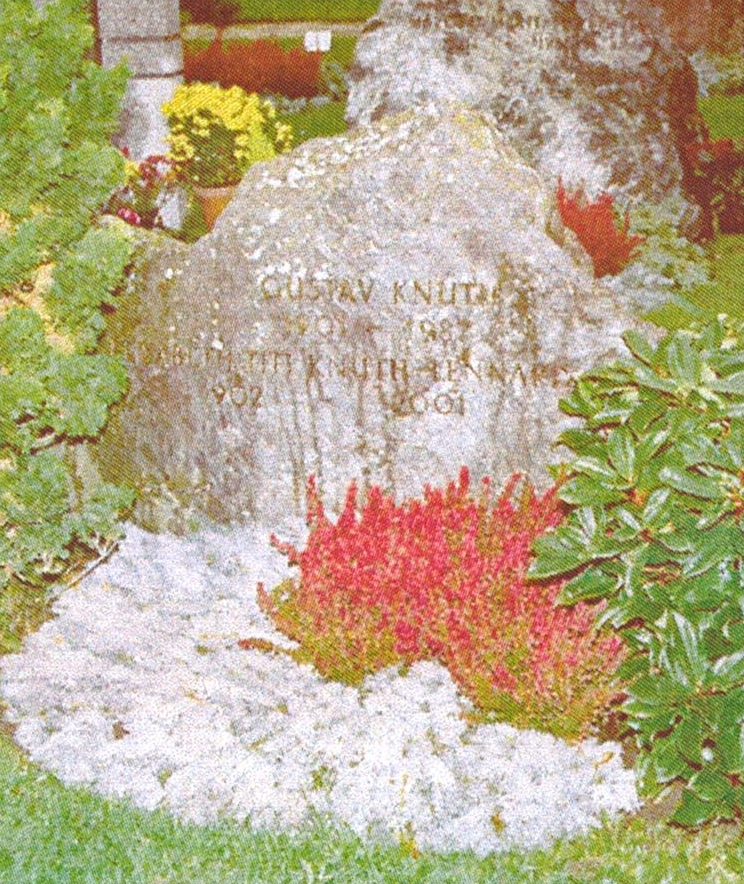
Grabstätte von Elisabeth Lennartz

## Leben
Elisabeth Lennartz absolvierte ihre künstlerische Ausbildung an einer Frankfurter Schauspielschule und trat ihr erstes Engagement 1921 beim Leipziger Schauspielhaus an. 1923 gab sie ihr Filmdebüt mit Im Namen des Königs. 1927 ließ sie sich in Berlin nieder, um am Renaissance-Theater zu spielen. Seitdem war sie an mehreren Bühnen der deutschen Hauptstadt engagiert. In Filmen trat sie eher selten auf.
Nach dem Krieg kümmerte sich Elisabeth Lennartz primär um ihren Mann, den Schauspieler Gustav Knuth, sowie die gemeinsamen Söhne. 1949 folgte die Künstlerin ihrem Mann in die Schweiz, wo dieser ein Engagement erhalten hatte. Dort trat sie nur noch sporadisch vor ein Publikum, etwa im Zürcher Schauspielhaus.
Ihre letzte Ruhestätte fand sie neben ihrem Gatten auf dem Friedhof von Hinterriet/Küsnacht bei Zürich.

## Filmografie
- 1923: Im Namen des Königs
- 1929: Kampf ums Leben
- 1931: Niemandsland
- 1932: Ich bei Tag und Du bei Nacht
- 1935: Dreimal Ehe
- 1939: Ihr erstes Erlebnis
- 1940: Mädchen im Vorzimmer
- 1956: Wenn wir alle Engel wären
- 1969: Madame und ihre Nichte
- 2000: Das Leben geht weiter (als Zeitzeugin)